# Donatello Gabbrielli
Donatello Gabbrielli (Scandicci, 11 dicembre 1884 – Scandicci, 28 febbraio 1955) è stato uno scultore italiano.

## Biografia
Figlio di un falegname e di una cuoca, mostrò fin da bambino una certa predilezione per lo studio e il disegno, che convinse i suoi genitori a fargli frequentare i corsi serali di disegno presso la scuola elementare di Scandicci. Sebbene i risultati fossero incoraggianti, la modesta condizione della famiglia gli impedì tuttavia di poter frequestare l'Accademia di belle arti di Firenze, ma riuscì comunque, vista la sua inclinazione verso le arti plastiche, ad entrare come garzone nello studio del professore Cesare Fantacchiotti. Qui gradualmente si guadagnò la stima del maestro, tanto da diventarne poi, con gli anni, l'allievo prediletto a cui lasciò, alla sua morte nel 1922, la bottega. 
Le prime prove di Gabbrielli come scultore risalgono alla fine del primo decennio del secolo, quando partecipò con successo alla prima Esposizione donatelliana di Livorno (1909), in cui ricevette il premio di primo grado con la medaglia d’argento per La Carità, e l'anno seguente all'Esposizione internazionale di Cettigne, allora capitale del Montenegro, dove vinse la medaglia di bronzo con Il lavoro. 
Durante la prima guerra mondiale fu arruolato e combatté sul Carso. Nel Dopoguerra si registra la sua maturità artistica, volta prevalentemente a una clientela privata. Fedele a un approccio figurativo all'arte, restò escluso, forse per ragioni politiche, dalla "monumentomania" del ventennio fascista. La sua ricerca artistica tuttavia non si può esaurire in uno stile accademico, a continuazione di quello del suo maestro, ma lo spinse a un'acuta ricerca psicologica nella resa dei soggetti, che rende i suoi ritratti alla pari, se non superiori, dei migliori artisti sulla scena fiorentina di quegli anni, quali il più composto Moschi e il più sensuale Ciampi. Tuttavia, forse per via dell'assenza di vistose commissioni pubbliche e per la visibilità per lo più in ambito privato e cimiteriale delle sue opere, la sua figura rimane ancora oggi piuttosto poco conosciuta. 
Nel 1933 fu nominato membro onorario dell'Accademia delle arti del disegno, e nel 1953 Accademico aggregato. Nel 1954 fu nominato professore all’Accademia fiorentina di Belle Arti.
Fu sepolto nel cimitero di Sant'Antonio a Scandicci, dove si trova un suo autoritratto del 1943.